# Neophylax atlanta
Neophylax atlanta är en nattsländeart som beskrevs av Ross 1947. Neophylax atlanta ingår i släktet Neophylax och familjen Uenoidae. Inga underarter finns listade i Catalogue of Life.